# Volx
Volx – miejscowość i gmina we Francji, w regionie Prowansja-Alpy-Lazurowe Wybrzeże, w departamencie Alpy Górnej Prowansji.

## Demografia
Według danych na rok 1990 gminę zamieszkiwało 2516 osób, a gęstość zaludnienia wynosiła 129 osób/km². W styczniu 2015 r. Volx zamieszkiwało 3176 osób, przy gęstości zaludnienia wynoszącej 162,9 osób/km².